# 南波雅俊
南波 雅俊（なんば まさとし、1988年〈昭和63年〉5月4日 - ）は、TBSテレビのアナウンサーで、元NHKアナウンサー。

## 人物
國學院大學久我山高等学校を経て、立教大学法学部政治学科卒業後の2012年にNHKへ入局。入局後は、岡山放送局を皮切りに、大分放送局（2016年4月 - 2018年7月）を経て、2018年8月から広島放送局に勤務していた。
NHKでは、広島放送局時代に広島東洋カープ公式戦のラジオ中継で実況を担当。その一方で、全国向けのスポーツ中継で実況する機会がほとんどなかったことから、「（WBCなどの）野球の国際大会中継に携わりたい」との思いを募らせていたという。
NHK大分放送局への在籍中から親交のある大分放送（JNNとJRNに加盟しているテレビ・ラジオ兼営局）の賎川寛人アナウンサーからの勧めで、TBSテレビ（JNNの基幹局）がスポーツ実況の経験者を対象に実施していた2020年度のアナウンサー中途採用試験に応募。その結果、同年10月1日付でTBSテレビへ移籍した。移籍後は、スポーツ中継や報道番組を主に担当する一方で、「稲葉浩志（B'z）のモノマネ」という特技をバラエティ番組でたびたび披露。スポーツアナウンサーとしては、WBCの2023年大会など、野球を初めとする国際大会の中継でも実況を任されている。さらに、1976年度からJNN・JRN加盟局の優秀なアナウンサーを毎年表彰しているアノンシスト賞では、移籍4年目の2023年度（第49回）に「テレビ　スポーツ実況部門」で優秀賞に選ばれた（詳細後述）。

## 嗜好・挿話
- 高校野球の経験者で、当時のポジションは投手（右サイドスロー）[4][16]。練習試合では東京学園の中村慧からサイクルヒットを許すも、その年の秋季東京都高等学校野球大会で、早稲田実業の斎藤佑樹（後の北海道日本ハムファイターズ投手）と投げ合った経験を持つ[6][4]。チームはこの試合に負けたものの、自身は打者として斎藤の足を強襲する安打を放っている[5][8][9][10]。

- NHKからTBSテレビへ移籍してからは、B'zの大ファンであることや、B'zのファンクラブに加入していることを公言している[15]。B'zからは、「『手を抜かず、ストイックに向き合っていこう』というメンタリティに、強い影響を受けている」という[17]。
  - B'zのファンになったきっかけは、小学校4年生の頃に、「特にB'zのファンでもなかった」という母がCDアルバムの『B'z The Best "Pleasure"』を通信販売で購入したことにある。本人によれば、「このアルバムで稲葉浩志の歌声を聞くたびに、『（自分に）こんな声を出せないことが悔しい』と感じた」という。
  - B'zのファンクラブには、『ELEVEN』のCDを購入したタイミングで2000年に入会した。翌2001年には、初めて足を運んだB'zのライブで稲葉のパフォーマンスに魅了された[15]あげく、会場（西武ドーム）で過去のライブDVD（『once upon a time in 横浜 ～B'z LIVE GYM'99 "Brotherhood"～』）を購入。中学校へ進学してからは、帰宅後に（近隣への音漏れ対策として）雨戸を閉め切った自室で、このDVDを見ながら稲葉のマネして2時間ほど歌うことが日課になった[18]。
  - 稲葉のモノマネについては、TBSテレビへの移籍後に、『歌ネタゴングSHOW 爆笑!ターンテーブル』『ラヴィット!』『中居正広の金曜日のスマイルたちへ』[19]などのバラエティ番組で随時披露。2023年8月27日に代々木第一体育館で開かれた「LOVE IT! ROCK 2023」（『ラヴィット!』から派生した音楽イベント）では、本並健治とのツインヴォーカルで、大観衆を前に『LOVE PHANTOM』を熱唱した。その原点になったのは、國學院久我山高校の1年時に、硬式野球部の先輩からの勧めで文化祭のカラオケ大会へ参加したことにある。この時に『今夜月の見える丘に』を歌って優勝したことがきっかけで、以降も在学中にカラオケ大会へ2回参加したところ、3連覇を達成するに至った。
- 立教大学ではラクロスに打ち込むかたわら、スポーツ中継での実況を目標にテレビ朝日アスクにも通学[20]。また、ニッポン放送のアルバイトとして、ニュース原稿の整理業務に携わっていた。その一方で、知人に勧められて『爆笑そっくりものまね紅白歌合戦スペシャル』（フジテレビ）に参加。稲葉のものまねでB'zの楽曲を歌ったところ、「ものまねパブ」の店長兼オーナーからの誘いを受けたため、このパブでもアルバイトとして2年ほど働いている[21]。さらに、大橋ヒカル率いる「B'z軍団」に誘われたこともあったという。
- NHKアナウンサー試験の一次面接では、B'zで稲葉とコンビを組む松本孝弘について熱弁[注 2]。試験の合格を経て入局してからは、自身の希望で、岡山放送局からアナウンサー生活を始めた。初任地に岡山を選んだ理由は、稲葉の出身地（岡山県津山市）が岡山放送局の放送対象地域に含まれることや、（高校時代には野球で足を踏み入れられなかった）甲子園球場が所在する兵庫県に近いことによる[15]。その一方で、大分放送局へ異動した直後の2016年4月に、大分県内で熊本地震に遭遇。この地震では大分県内で最大震度6弱を観測していたため、発生の直後には「揺れがいつ止むか分からず、本当に不安になった」とのことだが、「仲間（の存在）や、周囲の人々から掛けられた声が自分の支えになった」という[22]。
  - TBSテレビへ移籍後の2024年1月1日（月曜日）には、同局の制作によるニューイヤー駅伝の全国ネット向けテレビ中継で、スポーツアナウンサーとして中継所（2地点）の実況を任されていた。2023年度（第49回）のアノンシスト賞で「テレビ　スポーツ実況部門」の優秀賞に選ばれたのは、最初に担当した高崎第一中継所での実況が、2024年5月の全国審査会で高く評価されたことによる[23]。しかし、中継終了後の16:10頃に令和6年能登半島地震（最大震度7）が発生したことを受けて、1月2日（火曜日）から「JNN取材団」の一員として北陸放送の地元で震源に近い石川県内を連日取材。1月5日（金曜日）の夕方に放送された『Nスタ』に能登町からの生中継で出演した際には、前述した熊本地震での体験を明かしたうえで、能登半島地震での被災者に向けて「無責任なことは言えないが、声を掛け合いながら不安な夜を乗り切って欲しい」とのエールを送っていた。ちなみに、前日（4日）の『Nスタ』では、「近所に住んでいた高齢の女性を地震で亡くした」という家族の話を輪島市からの生中継で紹介。その際には、「『（亡くなった女性は）自分たちより元気な方だったので、（地震が発生した直後に）声を掛けなかったことをすごく後悔している』という家族の無念を、声を詰まらせながら代弁する」という一幕があった[22]。
- NHKからTBSテレビへ移籍した理由として、TBSテレビが制作する『SASUKE』と、同局が試合中継の日本国内向け放送権を保有する野球の国際大会を実況することを挙げている。『SASUKE』については、NHK在籍中から実況を熱望した末に、第39回（2021年12月28日放送分）から担当[24]。野球の国際大会については、2023 ワールド・ベースボール・クラシック（WBC）の1次ラウンド（日本代表の初戦に当たる2023年3月9日の対中国代表戦）から、テレビ中継の実況を任されている[25]。
- TBSテレビのキャリア採用試験を受けたのは、上記の理由に加えて、「地元の東京で腰を据えて働けること」や「横浜DeNAベイスターズ主催の公式戦テレビ放送権を保有していること」に大きな魅力を感じたことによる。同局への入社後には、NHKとの共通点として「番組のジャンルを問わず『良いコンテンツを作る』という熱量」や「スポーツ中継の目的（競技の本質と勝負を伝えること）」「スポーツアナウンサーの取材に対する熱量の高さ」「報道番組のコンセプト（キャスターによる現場取材とフリートークを重視する姿勢）」を挙げている[26]。
- TBSテレビへの移籍後は、スポーツ中継の実況やバラエティ番組の出演と並行しながら、『Nスタ』（全国ニュースを内包した夕方の情報・報道番組）の平日版で一部曜日のニュースプレゼンターを担当。スタジオでのプレゼンテーション（背景や経緯など解説を交えたニュースの紹介）にとどまらず、関東地方での事件・事故現場や記者会見場からの中継リポートや、メインキャスターが休演した場合の代役も務めている。
  - ニュースプレゼンターとしては「『セオリーとは違う角度』（独自の視点）を持っている解説者が相手のプロ野球実況と同じような意識で、『プレゼン』に臨んでいる」とのことで、「セオリー」（社会で起きている事象に対する最低限の知識）に基づく正確な解説を重視しつつ、「自分なりの『角度』で物事を見ている共演者（メインキャスターやコメンテーター）を、その人なりの『角度』で（プレゼンのテーマについて）語らせる」ために「自分が（放送上）一歩身を引く代わりに、共演者を言葉で『ちょっとつつく』」ことも多いという[17]。
- 「CYBERJAPAN DANCERSの大ファン」としても知られていて、メンバーのKARENが『SASUKE』の第40回・第41回大会へ出場した際にはファーストステージで実況している[27][28]。
- TBSテレビへ移籍後の2023年12月3日（日曜日）には、相模湖（神奈川県）で催された「第5回足こぎスワン世界大会」（2人1組による足漕ぎボートの100mタイムトライアル）に後輩アナウンサーの高柳光希（元・陸上競技選手で『SASUKE』への出場経験者）と揃って挑戦。2人とも競技としての「足こぎスワン」を経験していなかったにもかかわらず、100mの距離を両脚で漕ぎ切った末に、1分20秒16というゴールタイムで（出場69チーム中）26位に入った。この挑戦は『ひるおび』（通常は午前枠のロケ企画や生中継企画に不定期で出演している平日の生放送番組）向けの収録を兼ねていたため、翌4日（月曜日）の同番組（午前枠の「ひるおびライフ」）では、南波がB'zの楽曲を熱唱しながら練習やタイムトライアルに臨んでいた映像が放送されている[29]。
  - 高柳とは、2024年の「第6回足こぎスワン世界大会」（10月6日開催）にも、『ひるおび』月曜日（翌7日に放送された午前枠）の企画で「TBSアナウンサーズ」と銘打って100mのタイムトライアルに挑戦。この大会には歴代最多の153チームが出場していたが、「TBSアナウンサーズ」は1分12秒75（トップのチームから約1秒差）という好タイム（8位）で入賞を果たした。
- オリコンが毎年発表している「好きな男性アナウンサーランキング」では、2023年の第19回で初登場。スポーツアナウンサーとしての活動や、『ラヴィット!』などでB'zの楽曲を熱唱している姿が高く評価されたことを背景に、初登場ながら4位に入った[30][31]。翌年の第20回では2位にランプアップした[32][注 3]。
- 『ラヴィット!』で何度も「LOVE PHANTOM」を熱唱していたことから、第75回NHK紅白歌合戦にB'zが出演時、サプライズで歌唱したLOVE PHANTOMのイントロが流れた際には「南波アナ」がトレンド入りする事態となった[33]。

## 担当番組
- スポーツ中継（プロ野球[34][7]、サッカー、バレー[14]、陸上競技[34][7]、ゴルフ[34][7]、格闘技、障害者スポーツ、駅伝[14]、競馬[14]卓球など）
  - TBSテレビへ移籍後初めて出演した番組は、2020年10月18日に全国ネットで放送されたプリンセス駅伝のテレビ中継（中継所リポート）。以降も、クイーンズ駅伝やニューイヤー駅伝のテレビ中継で中継所や移動車からの実況を任されている。
  - プロ野球中継では、2020年10月24日にTBSラジオが中国放送 (RCC) への裏送り向けに制作した横浜DeNAベイスターズ対広島戦（横浜スタジアム）で、移籍後初めて実況を担当。同月中には、TBSチャンネル放送分のDeNA主催試合中継を皮切りに、テレビ（『S☆1BASEBALL』）での実況も始めている[35][36][14][2]。ラジオでは、読売ジャイアンツの主管試合（東京ドーム開催分）とDeNAの主管試合（横浜スタジアム開催分）を対象に、2021年と2022年にもJRNに加盟するビジター相手局への裏送り向け（またはTBSラジオが技術協力扱いで関与するビジター相手局制作）の中継で実況を担当[注 4][38][38]。
    - プロ野球の国際大会では、2023年に前述したWBCで初めて実況を担当。この年の11月19日には、2023 アジア プロ野球チャンピオンシップ決勝（日本代表対韓国代表）のテレビ中継で「優勝実況」[注 5]を初めて経験している。
    - プロ野球の日本シリーズでは、横浜DeNAベイスターズと福岡ソフトバンクホークスが対戦した2024年に、第6戦（11月3日に横浜スタジアムで開催）[注 6]のTBSテレビ系列向け中継で実況を初めて担当。セントラル・リーグのレギュラーシーズンを3位で終えた後に、クライマックスシリーズのファーストステージから日本シリーズへ勝ち上がっていたDeNAが、横浜ベイスターズ時代の1998年以来26年振りに「日本一」（日本シリーズの制覇）を成し遂げた瞬間を伝えた[注 7][39][40][41]。

  - 2021年開催の2020東京パラリンピックでは、男子車椅子バスケットボール競技のテレビ中継（TBSテレビ系列地上波放送分）で実況を任された[42]。

### テレビ
- Nスタ（平日版のニュースプレゼンター→金曜MC）
  - 基本としてTBS放送センター内のスタジオへ出演しているが、他のニュースプレゼンターと違って、TBSテレビの放送対象地域内（関東地方）における事故・事件・記者会見などの中継リポートも随時任されている。
  - 月・火曜日担当：2021年7月19日 - 2022年9月27日
    - スポーツアナウンサーとしての活動と並行しながら担当を始めた直後に東京2020オリンピックが開催されたことを受けて、開催の期間中（2021年7月第4週 - 8月第1週）には木曜日にも出演していた。

  - 水・金曜日担当：2022年10月5日 - 2023年3月24日
    - 2023年3月15日（水曜日）には、井上貴博（先輩アナウンサーで当時は月 - 木曜日のメインキャスター）が年次休暇[注 8]を取得したことに伴って、井上の代理扱いでメインキャスターを担当[注 9][43]。

  - 月・火・水曜日担当：2023年3月27日 - 2024年3月20日
    - 関東地方における事故・事件・記者会見などの中継リポートを引き続き任されている一方で、担当曜日の増加・変更を機に新設された「歩いて発見!すたすた中継」（TBSテレビと一部のネット局で17時台に放送される行楽地・イベント会場・市場・街頭などからの生中継企画）については、大半のニュースプレゼンターが交互に担当している関東地方からの中継（TBSテレビ制作分）に登場していない。
    - 「地球を笑顔にするWEEK 2023春」（SDGsの達成に向けたTBSグループのクロスメディア型啓発キャンペーン）のクロージング・プログラムとして2023年5月20日（土曜日）に放送された『一緒にやろう SDGsの日』では、「芸能人（『キャンペーン大使』の1人であるバナナマンの日村勇紀）が、TBS放送センター報道局内のニューススタジオ（通常は定時ニュースで使用するスタジオ）からSDGs関連のニュース2項目を『キャスター』として生放送で伝える」というTBS史上初の試みが『Nスタ』ベースのパート（18時台）で為されることを前に、「ニュース原稿を読むための基礎スキルを、ニュースキャスター未経験の日村に教える」という役割を担った。
    - 2023年世界陸上競技選手権大会の期間中（8月下旬）には、スポーツアナウンサー（テレビ中継の実況要員）としての開催地（ブダペスト）への派遣が見送られた一方で、平日版のニュースプレゼンターを通常どおり担当。実際には一部種目の決勝をU-NEXT「Paraviコーナー」の動画ライブ配信向けにTBS放送センターからのオフチューブ方式で実況していたが、平日版を担当していた21日・22日の深夜には、大会の「ナイトセッション」中継内における「JNN NEWS」（『news23』の休止に伴う代替番組扱いで編成）のキャスターを暫定的に兼務していた。
      - 大会閉幕の翌日（8月28日）は月曜日であったが、ホラン千秋（月 - 水曜日のメインキャスター）が体調不良を理由に平日版への出演を見合わせたことを受けて、メインキャスター（ホランのポジション）を急遽代行。第1部（通常はTBSテレビと一部のネット局だけで放送されるパート）内の「Nスタ NEWS DIG」では、前日（27日）の「ラヴィット!ロック2023」でB'zの『LOVE PHANTOM』を熱唱していた映像が、第2部（17:50からのJNN全国ニュースパート）へ切り替わる直前に「エンタテインメント系のニュース」扱いで流されていた。なお、メインキャスターについては8月29日（火曜日）・30日（水曜日）[注 10]にも代行。

  - 月・火・金曜日担当：2024年3月25日 - 2025年3月28日
    - 前週（2024年3月22日）まで月・火・金曜日のメインキャスターを1年間担当してきた日比が、金曜日のみの出演ながらメインキャスターを単独で続けることなどを背景に、自身の担当曜日を一部変更。金曜日では同月29日から、第2部（JNN全国ニュースパート）を日比・山内あゆ（先輩アナウンサー）との共同進行体制へ事実上移行したほか、他のパートでも一部の時間帯に日比とのコンビで進行している。

  - 金曜MC：2025年4月4日 - 
    - 2025年4月4日から自身の担当曜日が金曜のみに変更と同時に、日比が前年度と同様にメインキャスターを単独で続けるが、山内あゆ（先輩アナウンサー）と自身は肩書きが金曜MCに変更。
- ふるさとの未来（進行、2022年8月11日〈10日深夜〉 - ）
- SASUKE
- ラヴィット!（「B'z軍団 のメンバー」、ゲーム企画の実況担当、生中継企画のリポーターとして随時出演）
  - 放送を開始した2021年度のみ、「JNN NEWS」（午前9時台での内包分）で毎週火曜日にキャスターを担当していた[14]。
  - 「JNN NEWS」の担当を離れたばかりの頃（2022年春）に、「B'zのコンサートなどで稲葉が着用していた衣装に感化されて20代の前半に購入した」というロックテイストの私服姿で、「アルコ&ピースのアナウンサー変身計画」（「服装や髪型で悩んでいる」というTBSテレビと系列各局の現職アナウンサーをゲストに招いてのロケ企画で火曜日に放送）に「ゲスト」として初参加。アルコ&ピースの協力を得たうえで、「アルコ&ピースがフリートークの最中にB'zの楽曲の歌詞を連想させるフレーズを言うとすぐに、その曲を稲葉のマネでひとしきり熱唱する」というやり取りを繰り返した。本人曰く「ロケ中は必死で歌っていた」とのことだが、その姿に生放送（本編のスタジオパート）への出演者が大いに湧いたことから、やがて他の企画にも登場。登場のたびに共演者との間で上記のやり取りを披露するにつれて、「稲葉のモノマネが得意な南波アナ」というキャラクターが視聴者へ徐々に認知されるようになった[26]。なお、「アナウンサー変身計画」には、以降の放送でも数回にわたって「ゲスト」で出演。
  - 『JNN NEWS』 の担当を離れてからは、先輩アナウンサーの赤荻歩と揃って本編の企画に登場することがある。前述した事情で『Nスタ』のメインキャスターを代行していた2023年8月29日（火曜日）には、同番組の本番前に本編（スタジオでのオープニングパート）へ出演。他の企画でたびたび披露している稲葉のモノマネを「封印」しながら、赤荻・田村真子（アシスタント）・佐々木舞音（本来は他曜日のロケ企画や『JNN NEWS』に出演）・高柳光希（本来は水曜日の『JNN NEWS』のみ担当）といった同僚アナウンサーと共に、「きょうはなんのひ?」（谷口智則が描き下ろした番組オリジナルの絵本）をTBS放送センター内の（『Nスタ』『news23』でも使用している）Nスタジオからの生放送で朗読していた。その一方で、赤荻がキャスターを務める報道番組を休演する場合には、キャスターを随時代行している（過去には『ラヴィット!』『ひるおび』内の「JNN NEWS」や『Nスタ』の日曜版で代演）。また散発的に『JNNフラッシュニュース』を担当することがある。

### ラジオ
- 森本毅郎・スタンバイ!「スポーツスタンバイ」（不定期）[14]
- パンサー向井の＃ふらっと（ニュースキャスター、不定期）
  - 番組内の定時ニュース（「TBSニュース」）以外にも、木曜日のパーソナリティを「パンサー向井」（パンサーの向井慧）と喜入友浩（後輩のスポーツアナウンサー）が隔週交代で担当していた時期（2024年3月まで）に、喜入が担当した以下の放送回へ「ゲスト」扱いで本編へ出演したことがある。
    - 2022年11月10日：前述した『LOVE PHANTOM』の魅力を語る目的で、「ウーファービーツ」（1990年代に発表された楽曲の魅力を探る午前10時台のコーナー）に出演。
    - 2023年8月30日（通算300回目の放送）：「ふらっと300回記念ライブ」という特別企画の一環で、午前10時の時報明けに「サプライズゲスト」として登場。鼓童（太鼓芸能集団）からメンバーの池永レオ遼太郎・米山水木を午前9時台の後半からゲストへ迎えていた最中の登場だったが、「南波雅俊アナ×鼓童のスーパーB'zメドレー」と称して、「2人による和太鼓の演奏に合わせてB'zの代表曲をメドレーで歌い上げる」という芸当を生放送で成し遂げた[44]。

## NHK時代の担当番組
岡山放送局時代
- 岡山県のニュース・中継・リポート
- スポーツ中継（Jリーグ中継など）
- 岡山ニュースもぎたて!（岡山総合テレビ。キャスター・2015年3月30日 - 2016年3月25日）[8][9]
- Sportsプラス（中野淳のキャスター代行・2015年9月21日 - 25日）

大分放送局時代
- 大分県のニュース・中継・リポート
- スポーツ中継（高校野球中継など）
- しんけんワイド大分（大分総合テレビ。キャスター）[10]
- ニュースチェック11（総合テレビ全国ネット。大成安代のスポーツキャスター代行・2017年11月13日 - 17日）
- いろどりOITA（大分総合テレビ。キャスター・2018年4月 - 2018年7月27日）

広島放送局時代
- おはようひろしま（広島総合テレビ。キャスター）
- 広島県・中国地方のニュース
- スポーツ中継（プロ野球[1]・高校野球・Jリーグ・フィールドホッケー）
- お好みワイドひろしま（広島総合テレビ。お好みスポーツ）

## TBSテレビのアナウンサーとして過去に担当した番組

### テレビ
- ニンゲン観察バラエティ モニタリング（不定期）[14]
- 日曜劇場
  - 日本沈没-希望のひと- 第4話・第9話（2021年11月7日・12月12日） - ニュースキャスター 役
  - VIVANT 第5話（2023年8月13日） - たたら製鉄の特集番組のナレーション担当[45]
  - 下剋上球児
    - 毎回のエンディングで放送されるTVer・U-NEXTでの配信告知ナレーションのほか、出演者（高校球児役）をオーディションで決める配信番組（『下剋上セレクション〜ドラマ出演を懸けた熱き予選大会〜』）の第6回（2023年9月17日配信分）で合格者を発表していた。
    - 第4話（2023年11月5日）と第9話（同年12月10日）では、高校野球三重大会の試合を再現したシーンで架空実況を担当。第4話（1回戦）は声のみでの出演だったが、第9話（準決勝）では解説者役の田中将大（東北楽天ゴールデンイーグルスの現役投手）と揃って登場していた[46]。
- JNNフラッシュニュース（2021年4月 - 2022年3月）
  - 2021年9月までは喜入友浩、同年10月以降は山本匠晃と交互に隔週で担当。
- JNN NEWS
  - 『ラヴィット!』への内包分（毎週火曜日担当、2021年3月30日 - 2022年3月29日）[14]
  - 『S☆1』への内包分（『JNNフラッシュニュース』の担当週に出演）
    - 『S☆1』では、本編のメインキャスター（スポーツアナウンサーでもある伊藤隆佑→石井大裕）がスタジオへ出演できない場合に、2021年3月からメインキャスター代理として随時出演[14]。
- 炎の体育会TV（不定期）[14]
- 不適切にもほどがある! 第7話（2024年3月8日） - 劇中ドラマ「17歳〜この景色、忘れない〜」イメージ動画ナレーション。
- お笑いの日2024（2024年10月12日）
  - オープニングプログラムの「ラヴィット!Presents 出会い頭-1グランプリ」にサプライズで出演したものの、『ultra soul』（B'zの代表曲）のサビを歌っただけで姿を消した[47]。クロージングプログラムに当たる「カーネクスト キングオブコント2024〜KING OF CONTE2024〜」決勝の生中継で、浜田雅功（ダウンタウン）と日比が進行するファイナルステージのナレーションを任されていたことによる。
- 決戦! 緊急W中継 SMBC日本シリーズ2024×選挙の日（2024年10月27日）
  - 当日に執行された第50回衆議院議員総選挙のTBSテレビ系列における開票特別番組。日本シリーズ第2戦（横浜スタジアムでのDeNA対ソフトバンク戦）の生中継が急遽組み込まれたが、当日はTBS放送センターから赤荻と共に開票速報を伝えていた。前述したように、この日から1週間後の11月3日には、日本シリーズ中継の実況を第6戦で初めて任されている。

### ラジオ
特記しない限り、TBSラジオで制作。
- アシタノカレッジ（月曜日「ちょっといいこと短歌」、不定期、2021年10月4日 - 2022年6月）
  - 2022年の初回放送（1月3日＝月曜日）では、キニマンス塚本ニキ（本来の月 - 木曜日パーソナリティ）に代わってパーソナリティを担当。
- 朗読のミカタ（平日の午後に放送されるJRN全国ネット向けの事前収録番組）
  - 2022年12月19日 - 23日：クリスマスの直前に放送されることを踏まえて、「クリスマスの定番」とされている邦楽の歌詞から、一部のフレーズを抜粋したうえで朗読。「いつかのメリークリスマス」（B'z）を取り上げた最終日には、歌詞の朗読にとどまらず、稲葉のモノマネで歌詞の一節を歌い上げた。
  - 2023年2月27日・28日・3月2日：学生による海外への卒業旅行が盛んな時期に放送することを踏まえて、「世界の言葉の挨拶」を朗読。
- 『金山・南波のB'zブラザーズ』（B'zが2023年に結成35周年を迎えたことにちなんだMBSラジオの収録番組）シリーズ
  - 自身と同じくB'zの大ファンを自認している金山泉（毎日放送のスポーツアナウンサー）と共同でパーソナリティを担当。金山とは、自身がNHK広島放送局へ勤務していた時期から交流している。
    - 第1回は『金山・南波のスーパーB'zブラザーズ』というタイトルで、2023年7月15日（土曜日）の16:00 - 17:40に放送[48]。稲葉浩志と同郷（岡山県の出身）で、B'zの大ファンでもある若狭敬一（CBCテレビのスポーツアナウンサー）も、「ブラザーズゲスト」と銘打ってリモート方式で出演した。ちなみに、MBSラジオ本社スタジオ（大阪市北区）での収録には、稲葉がB'zのライブで身に付けている衣装を連想させる私服を着たうえで臨んでいた[49]。
    - 第2回は『金山・南波のウルトラB'zブラザーズ』というタイトルで、2024年1月15日（月曜日）の『MBSマンデースペシャル』枠（20:00 - 20:55）に編成。当初は自身の出演も告知されていたが、前述した令和6年能登半島地震に関する自身2度目の石川県内取材（1月11日から数日間）との兼ね合いで収録に参加できなかったため、放送上は「休演」との扱いを受けていた。なお、放送上は若狭を金山のパートナーに急遽立てていたが、南波自身も上記の事情を綴ったメッセージを番組宛てに寄せている。
- 井上貴博 土曜日の『あ』（2024年3月2日）
  - 年次休暇を取得していた井上貴博（先輩アナウンサーで『Nスタ』平日版メインキャスターの1人）に代わって、番組のタイトルを変えずにパーソナリティを担当。